# Daniela Palavecino
Daniela Palavecino Dibán (Santiago, 4 de enero de 1984) es una actriz chilena de cine, teatro, doblaje y televisión. Se hizo conocida por haber interpretado a la villana en la teleserie Dama y obrero.

## Carrera
Daniela debutó con Trinidad Santada en la teleserie Dama y obrero, en la que se transformó en la villana de la historia. Luego, llegó a Canal 13 donde logró solamente una participación especial en Secretos en el jardín, donde interpretó a María Pilar Echaurren.
En 2014, emigra a CHV donde interpreta a Alejandra Verdugo en la teleserie Las 2 Carolinas. En el mismo año empieza las grabaciones de Buscando a María, teleserie en la que interpreta a Bernardita Prieto, la villana principal de la historia, cuyas transmisiones empiezan a mediados de 2015, y luego finalizaron en 2016.
Su último trabajo en la televisión fue el año 2017, cuando fue convocada por TVN para sumarse al elenco de la teleserie Wena profe.

## Filmografía
| Año  | Título                  | Papel  | Director             |
| ---- | ----------------------- | ------ | -------------------- |
| 2009 | The Fighter             | Lupe   | Javier Barbera       |
| 2009 | La Reina Ha Muerto      |        | Cristian Toledo      |
| 2010 | Nube                    | Isabel | Patricio Berdía      |
| 2015 | Puzzle Negro            |        | Juan Guillermo Prado |
| 2015 | Toro Loco: Bloodthirsty |        | Patricio Valladares  |

## Televisión
| Año       | Título                | Papel                 | Ref.                      |
| --------- | --------------------- | --------------------- | ------------------------- |
| 2012      | Dama y obrero         | Trinidad Santada      | Elenco principal          |
| 2013      | Secretos en el jardín | María Pilar Echaurren | ¿? episodios              |
| 2014      | Las Dos Carolinas     | Alejandra Verdugo     | Elenco principal          |
| 2015–2016 | Buscando a María      | Bernardita Prieto     | Antagonista; 67 episodios |
| 2017–2018 | Wena Profe            | Pamela Rojas          | Elenco principal          |

| Año  | Título               | Papel               | Ref.                            |
| ---- | -------------------- | ------------------- | ------------------------------- |
| 2008 | Mi primera vez       | Estefanía López     | Episodio: Jocelyn               |
| 2009 | Una pareja dispareja | Paula Ruiz          | Episodio: Mi hermano el enfermo |
| 2009 | Mis años grossos     | Bailarina de ballet |                                 |
| 2009 | Infieles             | Rosario             | Episodio: Calambrito            |
| 2010 | Cartas de mujer      | Laura               |                                 |
| 2011 | Cumpleaños           | Catalina Echaurren  | Elenco principal                |
| 2012 | El nuevo             | Ema                 |                                 |
| 2015 | Fabulosas flores     | Claudia Cortés      | Elenco principal                |
| 2015 | Juana Brava          | Marisol Tapia       | Elenco principal                |

#### Programas de televisión
- 2020: MasterChef Celebrity Chile Participante (7ªeliminada)

## Doblaje
| Año       | Serie             | Rol               | Canal           | Estudio de Doblaje            |
| --------- | ----------------- | ----------------- | --------------- | ----------------------------- |
| 2007      | Chilian Geografic | Pampita la Vicuña | Chilevision TVN | Pájaro                        |
| 2008      | Princesas del mar | Tiburina          | Discovery Kids  | DINT Doblajes Internacionales |
| 2015-2018 | Daredevil         | Karen Page        | Netflix         | DINT Doblajes Internacionales |